# Moongarden
I Moongarden sono una band italiana di rock progressivo sinfonico e crossover progressive, attiva dal 1993 e molto conosciuta all'estero e paragonata stilisticamente a gruppi come i Camel  e nuovi Genesis.

## Storia dei Moongarden
Fondati nel 1993, hanno pubblicato sino ad oggi 6 album in studio e partecipato a numerose compilations e tributi.
Il loro maggior successo di vendite arriva nel 2006 con il disco Songs from the Lighthouse pubblicato da Galileo Records e distribuito dalla major tedesca SPV.
Nel 2009 Cristiano Roversi assieme a Gigi Cavalli Cocchi fonda una propria etichetta, Distilleria Music Records con la quale il gruppo pubblica il sesto album A Vulgar Display of Prog.
Partecipano al celebre festival di musica progressiva "Night Of the prog" a Loreley nel 2010.
Nel 2014 firmano per la ma.ra.cash records e  ritornano in studio sotto la produzione di Cristiano Roversi per registrare il loro settimo album con una nuova formazione che comprende Dimitri Sardini (Chitarre) e Mattia Scolfaro (Batteria).

## Formazione
- Simone Baldini Tosi - voce
- Cristiano Roversi - tastiere, Chapman Grand Stick
- David Cremoni - chitarra acustica ed elettrica
- Dimitri Sardini - chitarra acustica ed elettrica
- Mirko Tagliasacchi - basso
- Mattia Scolfaro - batteria

## Discografia
- Moonsadness (1994) (Mellow Records)
- Brainstorm of Emptyness (1996) (Mellow Records)
- The Gates of Omega (2001, 2 CD) (Mellow Records)
- Round Midnight (2004) (Galileo/Airfift)
- Songs from the Lighthouse (2008) (Galileo Records)
- A Vulgar Display of Prog (2009) (Distilleria Music Records)
- Voyeur (2014) (Ma.Ra.Cash. Records)
- Align Myself To The Universe (2018) (AMS)
- Christmas Night 2066  (2024) (Ma.Ra.Cash Records)